# Lithaire
Lithaire és un municipi francès situat al departament de la Manche i a la regió de Normandia. L'any 2007 tenia 554 habitants.

## Demografia

### Població
El 2007 la població de fet de Lithaire era de 554 persones. Hi havia 220 famílies de les quals 72 eren unipersonals (28 homes vivint sols i 44 dones vivint soles), 68 parelles sense fills, 68 parelles amb fills i 12 famílies monoparentals amb fills.
La població ha evolucionat segons el següent gràfic:
Habitants censats

### Habitatges
El 2007 hi havia 303 habitatges, 230 eren l'habitatge principal de la família, 59 eren segones residències i 14 estaven desocupats. 297 eren cases i 4 eren apartaments. Dels 230 habitatges principals, 181 estaven ocupats pels seus propietaris, 46 estaven llogats i ocupats pels llogaters i 3 estaven cedits a títol gratuït; 11 tenien dues cambres, 38 en tenien tres, 50 en tenien quatre i 131 en tenien cinc o més. 199 habitatges disposaven pel capbaix d'una plaça de pàrquing. A 103 habitatges hi havia un automòbil i a 95 n'hi havia dos o més.

### Piràmide de població
La piràmide de població per edats i sexe el 2009 era:
| Homes | Edats   | Dones |
| ----- | ------- | ----- |
| 0     | 95 o +  | 0     |
| 0     | 90 a 94 | 4     |
| 4     | 85 a 89 | 8     |
| 8     | 80 a 84 | 4     |
| 8     | 75 a 79 | 12    |
| 16    | 70 a 74 | 32    |
| 32    | 65 a 69 | 16    |
| 4     | 60 a 64 | 20    |
| 28    | 55 a 59 | 12    |
| 12    | 50 a 54 | 20    |
| 12    | 45 a 49 | 8     |
| 20    | 40 a 44 | 16    |
| 16    | 35 a 39 | 20    |
| 24    | 30 a 34 | 4     |
| 16    | 25 a 29 | 20    |
| 24    | 20 a 24 | 8     |
| 4     | 15 a 19 | 16    |
| 28    | 10 a 14 | 0     |
| 20    | 5 a 9   | 8     |
| 12    | 0 a 4   | 8     |

## Economia
El 2007 la població en edat de treballar era de 316 persones, 235 eren actives i 81 eren inactives. De les 235 persones actives 218 estaven ocupades (124 homes i 94 dones) i 17 estaven aturades (9 homes i 8 dones). De les 81 persones inactives 36 estaven jubilades, 15 estaven estudiant i 30 estaven classificades com a «altres inactius».

### Ingressos
El 2009 a Lithaire hi havia 228 unitats fiscals que integraven 534 persones, la mediana anual d'ingressos fiscals per persona era de 14.735,5 €.

### Activitats econòmiques
Dels 15 establiments que hi havia el 2007, 1 era d'una empresa alimentària, 1 d'una empresa de fabricació d'altres productes industrials, 7 d'empreses de construcció, 1 d'una empresa de comerç i reparació d'automòbils, 2 d'empreses d'hostatgeria i restauració, 1 d'una empresa financera, 1 d'una empresa de serveis i 1 d'una entitat de l'administració pública.
Dels 8 establiments de servei als particulars que hi havia el 2009, 5 eren paletes, 2 lampisteries i 1 restaurant.
L'únic establiment comercial que hi havia el 2009 era una fleca.
L'any 2000 a Lithaire hi havia 29 explotacions agrícoles que ocupaven un total de 730 hectàrees.

## Equipaments sanitaris i escolars
El 2009 hi havia una escola elemental integrada dins d'un grup escolar amb les comunes properes formant una escola dispersa.

## Poblacions més properes
El següent diagrama mostra les poblacions més properes.